# Leuke verhalen om zelf te lezen
Leuke verhalen om zelf te lezen is een verhalenboek uit 2010 rond De Smurfen.

## Verhalen
Het boek bevat 4 verhalen. De vier verhalen zijn gebaseerd op verhalen uit de stripreeks.

### De Babysmurf
Met blauwe maan komt er een ooivaar met een Babysmurf. Later bleek dat hij weer weg moest. Omdat de Smurfen zoveel liefde hebben voor Babysmurf mag hij blijven.

### De Olympische Smurfen
Potige Smurf bedenkt spelen. Er zijn 2 teams: het gele team en het rode team. Schrielsmurf wil ook meedoen, maar niemand wil hem in zijn team. Dus strijdt hij in zijn eentje, namelijk voor het groene team. Door zalf van Grote Smurf wint Schielsmurf de spelen.

### De zwarte Smurfen
Luilaksmurf wordt gebeten door een vlieg en wordt zwart. Hij kan alleen nog "Gnap" uitspreken. De ziekte besmet gauw andere Smurfen. Door een ontploffing worden alle Smurfen weer normaal.

### Smurfensoep
Een reus genaamd Bolle Gijs klopt op een dag aan bij Gargamel. De reus wil alleen maar eten. Gargamel probeert misbruik van hem te maken door hem naar de Smurfen te sturen.